# Carnivale
Carnivale je americký televizní seriál z produkce HBO, jehož děj je zasazen do Spojených států v období Velké hospodářské krize a let velkého sucha v 30. letech 20. století. Děj sleduje dvě rozdílné skupiny lidí, zaměstnance putovního lunaparku nazvaného Carnivale a náboženskou skupinu vedenou charismatickým reverendem. Někteří příslušníci obou skupin jsou mezi sebou mimosmyslově propojeni. Zastřešujícím příběhem je boj mezi dobrem a zlem, mezi svobodnou vůlí, vírou a fanatismem, přičemž se zde objevují jak prvky mysteriózní jako telepatie, templářský řád či gnosticismus, tak i prvky ryze magické jako oživování mrtvých.

## Seznam dílů

### První řada
- 1. Milfay (Milfay)
- 2. Když ples končí (After the Ball Is Over)
- 3. Tipton (Tipton)
- 4. Blizard (Black Blizzard)
- 5. Babylon (Babylon)
- 6. Vyber si číslo (Pick a Number)
- 7. Řeka (The River)
- 8. Lonnigan, Texas (Lonnigan, Texas)
- 9. Nespavost (Insomnia)
- 10. Stržen hněvem (Hot and Bothered)
- 11. Den smrti (Day of the Dead)
- 12. A toho dne (The Day That Was the Day)

### Druhá řada
- 1. Los Moscos (Los Moscos)
- 2. Alamogordo, Nové Mexiko (Alamogordo, N.M.)
- 3. Ingram, Texas (Ingram, TX)
- 4. Stará višňová alej (Old Cherry Blossom Road)
- 5. Creed, Oklahoma (Creed, OK)
- 6. Cestou do Damašku (The Road to Damascus)
- 7. Damašek, Nevada (Damascus, NE)
- 8. Periférie Damašku, Nevada (Outskirts, Damascus, NE)
- 9. Lincoln Highway, Utah (Lincoln Highway, UT)
- 10. Cheyenne, Wyoming (Cheyenne, WY)
- 11. Před branami nového Kanánu (Outside New Canaan)
- 12. Nový Kanáan, Kalifornie (New Canaan, CA)

## Vznik a produkce
Pro televizní společnost HBO scénář napsal Daniel Knauf, který společně s Ronaldem Moorem a Howardem Kleinem působil jako výkonný producent. Knauf napsal scénář začátkem 90. let 20. století a původně ho koncipoval jako celovečerní film. Po řadě odmítnutí byl jeho scénář přijat u HBO s doporučením, aby příběh koncipoval jako seriál. Díky silnému finančnímu zázemí HBO mohlo být natáčení seriálu pojato velkoryse a tvůrci dosáhli vysoké přesvědčivosti v dobových reáliích. Jednotlivé epizody byl natáčeny v Santa Claritas Studios v Santa Claritě v Kalifornii (interiéry) a také na různých místech jižní Kalifornie (interiéry). Autorem hudby je Jeff Beal.
Natočeny a odvysílány byly dvě série po dvanácti dílech. První série měla premiéru 14. září 2003 a ukončena byla 30. listopadu 2003, druhá série byla zahájena 9. ledna 2005 a ukončena byla 27. března 2005. Přestože měl první díl vysokou sledovanost (dokonce stanovil nový divácký rekord pro HBO), tvůrcům se vysokou sledovanost nepodařilo udržet a seriál byl po dvou sériích ukončen.

## Ocenění
Přestože byly kritikou i diváky oceňovány originální styl a prostředí seriálu, byl zpochybňován přístup k tématu a způsob vyprávění příběhu. I tak byla série oceněna pěti cenami Emmy v roce 2004, nominacemi na dalších deset cen Emmy a nominacemi na Industry Awards. Na IMDb seriál získal hodnocení 8,6/10, na CSFD 85%.
Mezi nejoceňovanější prvky seriálu patří vystižení ducha doby díky podrobnému studiu dobových reálií (děj se odehrává ve 30. letech 20. století ve Spojených státech) a to včetně používaného jazyka či slangu, dobové hudby či oblečení (roztrhané a špinavé jako bylo oblečení lidí pohybujících se v neustálých písečných bouřích).